# Discographie d'Elvis Costello
 (octobre 2009).
Si vous disposez d'ouvrages ou d'articles de référence ou si vous connaissez des sites web de qualité traitant du thème abordé ici, merci de compléter l'article en donnant les références utiles à sa vérifiabilité et en les liant à la section « Notes et références ».
Cette page dresse la liste des albums, singles et compilations du musicien Elvis Costello, leur date de sortie au Royaume-Uni et aux États-Unis, ainsi que leur label de publication dans ces deux pays.

## Albums
| Titre                                           | Date de sortie | Crédité à                                                                            | Label d'enregistrement | Position dans les charts | Position dans les charts | Certification RIAA |
| Titre                                           | Date de sortie | Crédité à                                                                            | Label d'enregistrement | UK Albums Chart          | U.S.                     | Certification RIAA |
| ----------------------------------------------- | -------------- | ------------------------------------------------------------------------------------ | ---------------------- | ------------------------ | ------------------------ | ------------------ |
| My Aim Is True                                  | 1977           | Elvis Costello                                                                       | Stiff/Columbia         | 14                       | 32                       | Platine            |
| This Year's Model                               | 1978           | Elvis Costello (certaines rééditions créditent 'Elvis Costello and The Attractions') | Radar/Columbia         | 4                        | 30                       | Or                 |
| Armed Forces                                    | 1979           | Elvis Costello and The Attractions                                                   | Radar/Columbia         | 2                        | 10                       | Or                 |
| Get Happy!!                                     | 1980           | Elvis Costello and The Attractions                                                   | F-Beat/Columbia        | 2                        | 11                       |                    |
| Trust                                           | 1981           | Elvis Costello and The Attractions                                                   | F-Beat/Columbia        | 9                        | 28                       |                    |
| Almost Blue                                     | 1981           | Elvis Costello and The Attractions                                                   | F-Beat/Columbia        | 7                        | 50                       |                    |
| Imperial Bedroom                                | 1982           | Elvis Costello and The Attractions                                                   | F-Beat/Columbia        | 6                        | 30                       |                    |
| Punch the Clock                                 | 1983           | Elvis Costello and The Attractions                                                   | F-Beat/Columbia        | 3                        | 24                       |                    |
| Goodbye Cruel World                             | 1984           | Elvis Costello and The Attractions                                                   | F-Beat/Columbia        | 10                       | 35                       |                    |
| King of America                                 | 1986           | The Costello Show featuring The Confederates and The Attractions                     | Demon/Columbia         | 11                       | 39                       |                    |
| Blood and Chocolate                             | 1986           | Elvis Costello and The Attractions                                                   | Demon/Columbia         | 16                       | ?                        |                    |
| Spike                                           | 1989           | Elvis Costello                                                                       | Warner Bros.           | 5                        | 32                       | Or                 |
| Mighty Like a Rose                              | 1991           | Elvis Costello                                                                       | Warner Bros.           | 5                        | 55                       |                    |
| G.B.H.                                          | 1991           | Elvis Costello with Richard Harvey                                                   | Demon                  | -                        | -                        |                    |
| The Juliet Letters                              | 1993           | Elvis Costello with The Brodsky Quartet                                              | Warner Bros.           | 18                       | 125                      |                    |
| Live at the El Mocambo                          | 1993           | Elvis Costello and The Attractions                                                   | Rykodisc               | -                        | -                        |                    |
| Brutal Youth                                    | 1994           | Elvis Costello                                                                       | Warner Bros.           | 2                        | 34                       |                    |
| Kojak Variety                                   | 1995           | Elvis Costello                                                                       | Warner Bros.           | 21                       | 102                      |                    |
| Deep Dead Blue (live)                           | 1995           | Elvis Costello with Bill Frisell                                                     | Warner Bros./Nonesuch  | -                        | -                        |                    |
| Jake's Progress                                 | 1995           | Elvis Costello with Richard Harvey                                                   | Demon                  | -                        | -                        |                    |
| All This Useless Beauty                         | 1996           | Elvis Costello and The Attractions                                                   | Warner Bros.           | 28                       | 53                       |                    |
| Costello and Nieve                              | 1996           | Elvis Costello with Steve Nieve (Live)                                               | Warner Bros.           | -                        | -                        |                    |
| Terror and Magnificence (Royaume-Uni seulement) | 1997           | Elvis Costello with John Harle                                                       | Argo                   | -                        | -                        |                    |
| Painted from Memory                             | 1998           | Elvis Costello with Burt Bacharach                                                   | Mercury/Polygram       | 32                       | 78                       |                    |
| The Sweetest Punch                              | 1999           | Elvis Costello with Bill Frisell                                                     | Universal Music Group  | -                        | -                        |                    |
| For the Stars                                   | 2001           | Elvis Costello with Anne Sofie von Otter                                             | Deutsche Grammophon    | 67                       | -                        |                    |
| When I Was Cruel                                | 2002           | Elvis Costello and The Imposters                                                     | Island                 | 17                       | 20                       |                    |
| Cruel Smile                                     | 2002           | Elvis Costello and The Imposters                                                     | Universal Music Group  | -                        | 180                      |                    |
| North                                           | 2003           | Elvis Costello                                                                       | Deutsche Grammophon    | 44                       | 57                       |                    |
| The Delivery Man                                | 2004           | Elvis Costello and The Imposters                                                     | Lost Highway           | 73                       | 40                       |                    |
| Il Sogno                                        | 2004           | Elvis Costello                                                                       | Deutsche Grammophon    | -                        | -                        |                    |
| Piano Jazz: McPartland/Costello                 | 2005           | Elvis Costello with Marian McPartland                                                | Jazz Alliance          | -                        | -                        |                    |
| My Flame Burns Blue (live)                      | 2006           | Elvis Costello                                                                       | Deutsche Grammophon    | -                        | 188                      |                    |
| The River in Reverse                            | 2006           | Elvis Costello with Allen Toussaint                                                  | Verve Forecast         | 97                       | 103                      |                    |
| Momofuku                                        | 2008           | Elvis Costello and The Imposters                                                     | Lost Highway           | 112                      | 59                       |                    |
| Secret, Profane and Sugarcane                   | 2009           | Elvis Costello                                                                       | Hear Music/Universal   | 71                       | 13                       |                    |
| Live at Hollywood High                          | 2010           | Elvis Costello                                                                       | Hear Music/Universal   | -                        | -                        |                    |
| National Ransom                                 | 2010           | Elvis Costello                                                                       | Hear Music/Universal   | 71                       | 39                       |                    |
| Wise Up Ghost                                   | 2013           | Elvis Costello And The Roots                                                         | Blue Note Records      | -                        | -                        |                    |
| Hey Clockface                                   | 2020           | Elvis Costello                                                                       | Concord Records        |                          |                          |                    |
| The Boy Named If                                | 2022           | Elvis Costello and The Imposters                                                     | Universal Music        |                          |                          |                    |

### Rykodisc
- 15 octobre 1993 - My Aim Is True, This Year's Model, Armed Forces, Live At The El Mocambo
- 29 avril 1994 - Get Happy!!, Trust
- 30 août 1994 - Almost Blue, Imperial Bedroom
- 5 septembre 1994 - G.B.H.
- 7 mars 1995 - Punch the Clock, Goodbye Cruel World
- 6 juillet 1995 - King of America
- 12 septembre 1995 - Blood and Chocolate

### Rhino
- 11 août 2001 - My Aim Is True, Spike, All This Useless Beauty
- 19 février 2002 - This Year's Model, Blood and Chocolate, Brutal Youth
- 19 novembre 2002 - Armed Forces, Imperial Bedroom, Mighty Like a Rose
- 9 septembre 2003 - Get Happy!!, Trust, Punch the Clock
- 3 août 2004 - Almost Blue, Goodbye Cruel World, Kojak Variety
- 26 avril 2005 - King of America
- 21 mars 2006 - The Juliet Letters

### Hip-O
Tous les albums de My Aim Is True à Blood and Chocolate sont ressortis le 1er mai 2007 sur Hip-O Records, ne comprenant qu'un CD avec la liste des pistes américaine d'origine. Les dates ci-dessous se réfèrent aux dates de sortie des éditions delux deux CD qui comprennent des morceaux bonus.
- 11 septembre 2007 - My Aim Is True
- 4 mars 2008 - This Year's Model

## Compilations

### Compilations
| Titre                                                       | Date de sortie    | Label d'enregistrement | Position dans les charts | Position dans les charts | Certification RIAA |
| Titre                                                       | Date de sortie    | Label d'enregistrement | UK Albums Chart          | U.S.                     | Certification RIAA |
| ----------------------------------------------------------- | ----------------- | ---------------------- | ------------------------ | ------------------------ | ------------------ |
| A Bunch of Stiff Records                                    | 1er avril 1977    | Stiff                  | -                        | -                        |                    |
| Hits Greatest Stiffs                                        | 16 septembre 1977 | Stiff                  | -                        | -                        |                    |
| Stiffs Live                                                 | 1978              | Stiff/Arista           | -                        | -                        |                    |
| Taking Liberties                                            | Novembre 1980     | Columbia               | -                        | 28                       |                    |
| Ten Bloody Marys and Ten How's Your Fathers                 | 7 novembre 1980   | F-Beat                 | -                        | -                        |                    |
| The Man                                                     | 1985              | Demon                  | -                        | -                        |                    |
| The Best of Elvis Costello and The Attractions              | 1985              | Columbia               | -                        | 116                      | Platinum           |
| Out of Our Idiot (R-U uniquement)                           | 4 décembre 1987   | Demon                  | -                        | -                        |                    |
| Girls Girls Girls                                           | Octobre 1989      | Demon/Columbia         | 67                       | -                        |                    |
| The Very Best of Elvis Costello and The Attractions 1977-86 | 25 octobre 1994   | Rykodisc/Demon         | 57                       | -                        |                    |
| Extreme Honey: The Very Best of the Warner Bros Years       | 21 octobre 1997   | Warner Bros.           | -                        | -                        |                    |
| The Very Best of Elvis Costello                             | 21 septembre 1999 | Polygram               | 4                        | -                        |                    |
| The Very Best of Elvis Costello                             | 17 avril 2001     | Rhino                  | -                        | -                        |                    |
| The Best of Elvis Costello: The First 10 Years              | 1er mai 2007      | Hip-O                  | -                        | 110                      |                    |
| Rock and Roll Music                                         | 1er mai 2007      | Hip-O                  | -                        | -                        |                    |
| King of America & Other Realms                              | 1er novembre 2024 | Ume                    | -                        | -                        |                    |

### Coffrets
| Titre                                   | Date de sortie  | Label d'enregistrement |
| --------------------------------------- | --------------- | ---------------------- |
| 2½ Years                                | 15 octobre 1993 | Rykodisc               |
| Singles, Vol. 1 (Royaume-Uni seulement) | 27 octobre 2003 | Edsel                  |
| Singles, Vol. 2 (Royaume-Uni seulement) | 27 octobre 2003 | Edsel                  |
| Singles, Vol. 3 (Royaume-Uni seulement) | 27 octobre 2003 | Edsel                  |

## Singles
Voici une liste de tous les singles d'Elvis Costello disponibles dans le commerce. Pour lire la colonne Crédité à, les abréviations sont les suivantes :
| - Elvis Costello - (EC) ; - Elvis Costello and The Attractions - (EC+ATT) ; - Elvis Costello and The Attractions with the Royal Philharmonic Orchestra - (EC+ATT+RPO) ; - The Impostor - (IMP) ; - The Costello Show - (TCS) ; | - The MacManus Gang - (TMG), - The Coward Brothers - (TCB); - Jimmy Cliff et Elvis Costello and The Attractions - (JC+EC+ATT) ; - Elvis Costello and The Brodsky Quartet - (EC+BQ) ; - Elvis Costello and Burt Bacharach - (EC+BB) ; - Elvis Costello and The Imposters - (EC+IMP) |

| Titre                                             | Année | Crédité à  | Position dans les charts | Position dans les charts | Position dans les charts | Position dans les charts | Position dans les charts | Position dans les charts | Position dans les charts | Album                         |
| Titre                                             | Année | Crédité à  | UK Singles Chart         | Australia                | Canada                   | Ireland                  | U.S. Hot 100             | U.S. MSR                 | U.S. Modern Rock         | Album                         |
| ------------------------------------------------- | ----- | ---------- | ------------------------ | ------------------------ | ------------------------ | ------------------------ | ------------------------ | ------------------------ | ------------------------ | ----------------------------- |
| "Less Than Zero"                                  | 1977  | EC         | -                        | -                        | -                        | -                        | -                        | -                        | -                        | My Aim Is True [A]            |
| "Alison"                                          | 1977  | EC         | -                        | -                        | -                        | -                        | -                        | -                        | -                        | My Aim Is True [A]            |
| "(The Angels Wanna Wear My) Red Shoes"            | 1977  | EC         | -                        | -                        | -                        | -                        | -                        | -                        | -                        | My Aim Is True [A]            |
| "Watching the Detectives"                         | 1977  | EC         | 15                       | 35                       | 60                       | -                        | 108                      | -                        | -                        | My Aim Is True [A]            |
| "(I Don't Want to Go To) Chelsea"                 | 1978  | EC+ATT     | 16                       | 93                       | -                        | 12                       | -                        | -                        | -                        | This Year's Model [B]         |
| "Pump It Up"                                      | 1978  | EC+ATT     | 24                       | 55                       | -                        | -                        | -                        | -                        | -                        | This Year's Model [B]         |
| "Radio"                                           | 1978  | EC+ATT     | 29                       | 93                       | -                        | -                        | -                        | -                        | -                        | This Year's Model [B]         |
| "Oliver's Army"                                   | 1979  | EC+ATT     | 2                        | 24                       | -                        | 4                        | -                        | -                        | -                        | Armed Forces                  |
| "Accidents Will Happen"                           | 1979  | EC+ATT     | 28                       | -                        | -                        | -                        | 101                      | -                        | -                        | Armed Forces                  |
| "I Can't Stand Up for Falling Down"               | 1980  | EC+ATT     | 4                        | -                        | -                        | 14                       | -                        | -                        | -                        | Get Happy!!                   |
| "High Fidelity"                                   | 1980  | EC+ATT     | 30                       | -                        | -                        | -                        | -                        | -                        | -                        | Get Happy!!                   |
| "New Amsterdam"                                   | 1980  | EC [C]     | 36                       | -                        | -                        | -                        | -                        | -                        | -                        | Get Happy!!                   |
| "Clubland"                                        | 1980  | EC+ATT     | 60                       | -                        | -                        | -                        | -                        | -                        | -                        | Trust                         |
| "From a Whisper to a Scream"                      | 1981  | EC+ATT     | -                        | -                        | -                        | -                        | -                        | 46                       | -                        | Trust                         |
| "Watch Your Step" (uniquement aux États-Unis)     | 1981  | EC+ATT     | -                        | -                        | -                        | -                        | -                        | -                        | -                        | Trust                         |
| "A Good Year for the Roses"                       | 1981  | EC+ATT     | 6                        | 34                       | -                        | 5                        | -                        | -                        | -                        | Almost Blue                   |
| "Sweet Dreams"                                    | 1981  | EC+ATT     | 42                       | -                        | -                        | -                        | -                        | -                        | -                        | Almost Blue                   |
| "I'm Your Toy"                                    | 1982  | EC+ATT+RPO | 51                       | -                        | -                        | -                        | -                        | -                        | -                        | -                             |
| "You Little Fool"                                 | 1982  | EC+ATT     | 52                       | -                        | -                        | -                        | -                        | -                        | -                        | Imperial Bedroom              |
| "Man Out Of Time"                                 | 1982  | EC+ATT     | 58                       | -                        | -                        | -                        | -                        | -                        | -                        | Imperial Bedroom              |
| "From Head to Toe"                                | 1982  | EC+ATT     | 43                       | -                        | -                        | -                        | -                        | -                        | -                        | -                             |
| "Party Party"                                     | 1982  | EC+ATT     | 48                       | -                        | -                        | -                        | -                        | -                        | -                        | Party Party Soundtrack        |
| "Pills and Soap"                                  | 1983  | IMP        | 16                       | -                        | -                        | -                        | -                        | -                        | -                        | Punch the Clock               |
| "Everyday I Write the Book"                       | 1983  | EC+ATT     | 28                       | 40                       | 40                       | 23                       | 36                       | 33                       | -                        | Punch the Clock               |
| "Let Them All Talk"                               | 1983  | EC+ATT     | 59                       | -                        | -                        | -                        | -                        | -                        | -                        | Punch the Clock               |
| "Peace In Our Time"                               | 1984  | IMP        | 48                       | -                        | -                        | -                        | -                        | -                        | -                        | Goodbye Cruel World           |
| "I Wanna Be Loved" / "Turning The Town Red" [D]   | 1984  | EC+ATT     | 25                       | -                        | -                        | 11                       | -                        | -                        | -                        | Goodbye Cruel World           |
| "The Only Flame in Town"                          | 1984  | EC+ATT     | 71                       | -                        | -                        | -                        | 56                       | 44                       | -                        | Goodbye Cruel World           |
| "Green Shirt"                                     | 1985  | EC+ATT     | 68                       | -                        | -                        | -                        | -                        | -                        | -                        | The Man                       |
| "The People's Limousine"                          | 1985  | TCB        | -                        | -                        | -                        | -                        | -                        | -                        | -                        | -                             |
| "Don't Let Me Be Misunderstood"                   | 1986  | TCS        | 33                       | 81                       | -                        | 22                       | -                        | 38                       | -                        | King of America               |
| "Seven Day Weekend"                               | 1986  | JC+EC+ATT  | -                        | -                        | -                        | -                        | -                        | -                        | -                        | -                             |
| "Lovable" (US release only)                       | 1986  | TCS        | -                        | -                        | -                        | -                        | -                        | -                        | -                        | King of America               |
| "Tokyo Storm Warning"                             | 1986  | EC+ATT     | 73                       | -                        | -                        | -                        | -                        | -                        | -                        | Blood and Chocolate           |
| "I Want You"                                      | 1986  | EC+ATT     | -                        | -                        | -                        | -                        | -                        | -                        | -                        | Blood and Chocolate           |
| "Blue Chair"                                      | 1987  | EC         | -                        | -                        | -                        | -                        | -                        | -                        | -                        | -                             |
| "A Town Called Big Nothing"                       | 1987  | TMG        | -                        | -                        | -                        | -                        | -                        | -                        | -                        | -                             |
| "Veronica"                                        | 1989  | EC         | 31                       | 27                       | 64                       | 22                       | 19                       | 10                       | 1                        | Spike                         |
| "Baby Plays Around" EP                            | 1989  | EC         | 65                       | -                        | -                        | 27                       | -                        | -                        | -                        | Spike                         |
| "...This Town..."                                 | 1989  | EC         | -                        | -                        | -                        | -                        | -                        | 41                       | 4                        | Spike                         |
| "The Other Side of Summer"                        | 1991  | EC         | 43                       | -                        | 72                       | -                        | -                        | 40                       | 1                        | Mighty Like a Rose            |
| "So Like Candy"                                   | 1991  | EC         | -                        | -                        | -                        | -                        | -                        | -                        | -                        | Mighty Like a Rose            |
| "Jacksons, Monk and Rowe"                         | 1993  | EC+BQ      | -                        | -                        | -                        | -                        | -                        | -                        | -                        | The Juliet Letters            |
| "Sulky Girl"                                      | 1994  | EC [E]     | 22                       | -                        | -                        | -                        | -                        | -                        | -                        | Brutal Youth                  |
| "13 Steps Lead Down"                              | 1994  | EC [E]     | 59                       | -                        | -                        | -                        | 115                      | -                        | 6                        | Brutal Youth                  |
| "You Tripped at Every Step"                       | 1994  | EC+ATT     | -                        | -                        | -                        | -                        | -                        | -                        | -                        | Brutal Youth                  |
| "London's Brilliant Parade"                       | 1994  | EC+ATT     | 48                       | -                        | -                        | -                        | -                        | -                        | -                        | Brutal Youth                  |
| "It's Time"                                       | 1996  | EC+ATT     | 58                       | -                        | -                        | -                        | -                        | -                        | -                        | All This Useless Beauty       |
| "Little Atoms"                                    | 1996  | EC+ATT     | -                        | -                        | -                        | -                        | -                        | -                        | -                        | All This Useless Beauty       |
| "The Other End Of The Telescope"                  | 1996  | EC+ATT     | -                        | -                        | -                        | -                        | -                        | -                        | -                        | All This Useless Beauty       |
| "Distorted Angel"                                 | 1996  | EC+ATT     | -                        | -                        | -                        | -                        | -                        | -                        | -                        | All This Useless Beauty       |
| "All This Useless Beauty"                         | 1996  | EC+ATT     | -                        | -                        | -                        | -                        | -                        | -                        | -                        | All This Useless Beauty       |
| "You Bowed Down" (uniquement aux États-Unis)      | 1996  | EC+ATT     | -                        | -                        | -                        | -                        | -                        | -                        | -                        | All This Useless Beauty       |
| "Toledo"                                          | 1999  | EC+BB      | 72                       | -                        | -                        | -                        | -                        | -                        | -                        | Painted from Memory           |
| "She"                                             | 1999  | EC         | 19                       | -                        | -                        | -                        | -                        | -                        | -                        | Notting Hill Soundtrack       |
| "Tear Off Your Own Head (It's a Doll Revolution)" | 2002  | EC [F]     | 58                       | -                        | -                        | -                        | -                        | -                        | -                        | When I Was Cruel              |
| "45"                                              | 2002  | EC [F]     | 92                       | -                        | -                        | -                        | -                        | -                        | -                        | When I Was Cruel              |
| "Monkey to Man"                                   | 2004  | EC+IMP     | -                        | -                        | -                        | -                        | -                        | -                        | -                        | The Delivery Man              |
| "Brilliant Mistake"                               | 2005  | EC [G]     | -                        | -                        | -                        | -                        | -                        | -                        | -                        | King of America               |
| "No Hiding Place"                                 | 2008  | EC+IMP     | -                        | -                        | -                        | -                        | -                        | -                        | -                        | Momofuku                      |
| "Complicated Shadows"                             | 2009  | EC         | -                        | -                        | -                        | -                        | -                        | -                        | -                        | Secret, Profane and Sugarcane |

Notes
- A ^ "Watching the Detectives"  était un single non inclus sur un album, jusqu'à son inclusion sur la version américaine de My Aim Is True. A noter qu'un EP bonus présent dans la version francaise d'Armed Forces comporte une version live de ce titre, ainsi qu'une version live d'Alison et d'Accidents Will Happen (orthographié Adcicents Will Happen).
- B ^ "(I Don't Want to Go To) Chelsea" n'était pas inclus sur la version américaine de This Year's Model. "Radio Radio" était un single non inclus sur un album, jusqu'à son inclusion sur la version américaine de This Year's Model.
- C ^ The Attractions jouent sur à peu près tous les albums de Costello de 1978 à 1984 (et de manière sporadique ensuite), mais "New Amsterdam" en 1980 était un single solo sur lequel Elvis Costello jouaient tous les instruments. En accord avec cela, The Attractions ne sont pas crédités.
- D ^ "I Wanna Be Loved" / "Turning The Town Red" était listé comme une double face A au Royaume-Uni, avec les deux faces entrant dans les charts.  "Turning The Town Red" n'était pas inclus initialement sur Goodbye Cruel World, mais a été inclus comme piste bonus sur certaines rééditions de l'album.
- E ^ Bien que the Attractions jouent sur "Sulky Girl" et "13 Steps Lead Down", ces pistes sont créditées à Elvis Costello.
- F ^ Les musiciens jouant sur "Tear Off Your Own Head" et "45" étaient Steve Nieve, Davey Faragher, et Pete Thomas, plus tard appelés "The Imposters". Cependant, ces singles sont crédités uniquement à Costello.
- G ^ "Brilliant Mistake" a été publié en single au Royaume-Uni en 2005, 19 ans après que la chanson fut sortie sur l'album King of America.  Bien que l'album était crédité à The Costello Show, la sortie en single est crédité à Elvis Costello.